# هزینه یک‌شبه
هزینه یک‌شبه یا هزینه شبانه، هزینه یک پروژه ساخت و ساز است اگر هیچ سودی در طول ساخت و ساز تحمیل نشود، گویی این پروژه «یک شبه» به اتمام رسیده‌است.
این مفهوم به طرز گسترده برای تهیه مقایسه ساده هزینه‌ها در پروژه‌ها یا فناوری‌های نیروگاه مورد استفاده قرار می‌گیرد.